# Simona Tabasco
Simona Tabasco, född 5 april 1994 i Neapel, är en italiensk skådespelare.
Tabasco har bland annat medverkat i TV-serien The White Lotus. Hon har även medverkat i filmen Immaculate.

## Filmografi
- 2022 – The White Lotus (TV-serie)
- 2024 – Immaculate